# Melanoplus primaestivus
Melanoplus primaestivus är en insektsart som beskrevs av Dakin Jr. 1966. Melanoplus primaestivus ingår i släktet Melanoplus och familjen gräshoppor. Inga underarter finns listade i Catalogue of Life.